# 宁都郡
宁都郡，中国南北朝时设置的郡。
西魏大统十四年（548年）升宁都县置宁都郡，隶属于直州。治所在宁都县（今陕西紫阳县西北松溪口，安家河入汉水处）。辖境相当今陕西省紫阳县西北一带。下辖宁都县一县。隋文帝开皇三年（583年）废宁都郡，宁都县直属直州。